# VII Programa Marc de Recerca i Desenvolupament
El VII Programa Marc de Recerca i Desenvolupament és l'instrument principal amb el qual compta la Unió Europea per finançar la recerca durant el període 2007-2013.

## Característiques
El programa va ser aprovat pel Consell Europeu el 18 de desembre de 2006. Compta amb un pressupost total de 50 521 milions d'euros. També s'han destinat 2.700 milions addicionals per al programa Euratom sobre recerca nuclear, que funcionarà durant cinc anys.
El VII Programa Marc es basa en els èxits assolits pel VI Programa Marc de Recerca i Desenvolupament, i s'executarà mitjançant quatre programes específics. El programa de Cooperació recolzarà la investigació en cooperació en una sèrie d'àrees temàtiques específiques. El programa Idees finançarà la recerca fonamental orientada per investigadors mitjançant el Consell Europeu de Recerca (CEI). El programa Persones donarà suport a la formació i el desenvolupament professional dels investigadors. El programa Capacitats recolzarà la coordinació i el desenvolupament de les infraestructures d'investigació, els grups de recerca regional i la cooperació internacional, a més a més d'intensificar els vincles entre la ciència i la societat.